# Angelo Binaschi
Angelo Binaschi (né le 15 janvier 1889 à Cozzo, dans  la province de Pavie, en Lombardie et mort le 15 mars 1973 à Mortara) est un footballeur italien des années 1910. 

## Biographie
En tant que défenseur, Angelo Binaschi est international italien à 9 reprises (1911-1913) pour aucun but. Sa première sélection, le 6 janvier 1911 contre la Hongrie, se solde par une défaite (0-1).
Il participe aux Jeux olympiques de 1912 de Stockholm. Il est titulaire dans tous les matchs (Finlande, Suède et Autriche). L'Italie termine huitième sur onze.
Il ne joue que dans un seul club, l'US Pro Vercelli. Il remporte cinq Scudetti (1909, 1911, 1912, 1913 et 1921).

## Clubs
- 1909-1921 :  US Pro Vercelli

## Palmarès
- Championnat d'Italie de football

- - Champion en 1909, en 1911, en 1912, en 1913 et en 1921
  - Vice-champion en 1910